# Mónica Farro
Mónica Patricia Farro Dávila (sinh ngày 28 tháng 2 năm 1976 tại Montevideo) là một vedette, người mẫu và nữ diễn viên sân khấu và truyền hình người Uruguay. Cô bắt đầu sự nghiệp của mình như một người mẫu thương mại nhí và sau đó làm việc như một nữ diễn viên khiêu dâm và người mẫu fetish cho Playboy TV. Cô được chọn là Hoa hậu Uruguay cho Hoa hậu Playboy của Playboy ' 2004. Farro thường được so sánh với các vedette đồng nghiệp Adabel Guerrero và Valeria Archimó.

## Sân khấu
Sự ra mắt của Farro dẫn đến sự nổi tiếng của cô là vào năm 2007 sau khi cô được phát hiện bởi nhà sản xuất nhà hát người Argentina Gerardo Sofovich ở thủ đô Montevideo của Uruguay. Sofovich ký hợp đồng với Farro cho công ty sân khấu của anh trong hai năm, và cô đã biểu diễn trong bộ phim hài No somos santas và bộ phim hài âm nhạc của anhLe Referencei Cornud. Năm 2008, cô được Sofovich chọn diễn chung với vũ công Valeria Archimó và nữ diễn viên-vũ công Adabel Guerrero trong tạp chí La Fiesta Está En El Lago, với cả ba cùng viết kịch bản. Chương trình được sản xuất và đạo diễn bởi Sofovich, và cũng do René Bertrand đạo diễn.
Vào năm 2009, Farro đã được ký hợp đồng với công ty nhà hát của Carmen Barbieri và là nhân vật chính của hai tạp chí của Carmen, Fantástica trong mùa sân khấu 2009-10, và Bravísima trong mùa 2010-11, cả hai đều với tư cách là vedette hàng đầu. Farro quyết định không ký hợp đồng thêm một năm nữa trong công ty, vì cô không hài lòng với một số diễn viên đóng cùng mình, đặc biệt là nữ diễn viên kiêm vũ công người mẫu người Uruguay, Andrea Ghidone và người mẫu quyến rũ nghiệp dư người Hy Lạp-Argentina và nhân vật truyền thông showbiz, tên Victoria Xipolitakis. Barbieri nhận xét rằng cô sẽ có được việc Farro trở lại cho mùa hè 2013-2014 bằng mọi giá.